# Ивано-Кувалат
Ивано-Кувалат (баш. Иван-Ҡыуәлат) — село в Зилаирском районе Башкортостана России, административный центр Ивано-Кувалатского сельсовета.

## Физико-географическая характеристика
Расположен на Южном Урале, на реке Кувалат, в 55 км к северо-востоку от районного центра села Зилаир, 463 км к юго-востоку от столицы республики города Уфы.

## Географическое положение
Расстояние до:
- районного центра (Зилаир): 57 км,
- ближайшей железнодорожной станции (Сибай): 100 км.

## История
Село основано в 1911 году переселенцами из Цивильского уезда Казанской губернии.

## Население
| 2002 | 2009 | 2010 |
| ---- | ---- | ---- |
| 499  | ↘482 | ↘430 |

Национальный состав
Согласно переписи 2002 года, преобладающая национальность — русские (74 %).

## Религия
В селе есть православная часовня Михаила Архангела.